# Julian Velásquez
Julian Velásquez (Santa Fe, 7 dicembre 1920 – ...) è stato uno schermidore argentino.

## Biografia
Ha partecipato ai Giochi della XVIII Olimpiade di Tokyo nel 1964.

## Palmarès
In carriera ha conseguito i seguenti risultati:
- Giochi panamericani:

San Paolo 1963: argento nella sciabola a squadre.